# Бетюн (округ)
Бетюн (фр. Béthune) — округ (фр. Arrondissement) во Франции, один из округов в регионе О-де-Франс. Департамент округа — Па-де-Кале. Супрефектура — Бетюн.
Население округа на 2019 год составляло 292 553 человека. Плотность населения — 414 чел./км². Площадь округа составляет 707,4 км².

## Состав
Кантоны округа Бетюн (с 1 января 2017 года):
- Бетюн
- Бёври
- Брюе-ла-Бюисьер
- Дуврен
- Лиллер
- Не-ле-Мин
- Ошель
- Эр-сюр-ла-Лис (частично)

Кантоны округа Бетюн (с 22 марта 2015 года по 31 декабря 2016 года):
- Бетюн
- Бёври
- Брюе-ла-Бюисьер (частично)
- Дуврен
- Лиллер
- Не-ле-Мин (частично)
- Ошель (частично)
- Эр-сюр-ла-Лис (частично)

Кантоны округа Бетюн (до 22 марта 2015 года):
- Барлен
- Бетюн-Нор
- Бетюн-Сюд
- Бетюн-Эст
- Брюе-ла-Бюисьер
- Дивьон
- Дуврен
- Камбрен
- Лаванти
- Лиллер
- Не-ле-Мин
- Норран-Фонт
- Ошель
- Уден